# Claudia Suarez
Claudia Suarez, tên đầy đủ là Claudia Paola Suárez Fernández (sinh ngày 16 tháng 5 năm 1987 tại Caracas, Venezuela) là một người mẫu và hoa hậu đến từ Venezuela.
Ngày 14 tháng 9 năm 2006, cô đại diện cho bang Merida và đoạt ngôi Hoa hậu Thế giới Venezuela. Theo đó, cô đại diện cho đất nước mình tại cuộc thi Hoa hậu Thế giới 2007 diễn ra tại Sanya, Trung Quốc. Tại cuộc thi này, cô đã lọt vào top 16 người đẹp nhất.